# Jane Campion
Dame Elizabeth Jane Campion (Wellington, 30 aprile 1954) è una regista, sceneggiatrice e produttrice cinematografica neozelandese, tra le più note a livello internazionale, per quanto la maggior parte dei suoi film siano stati prodotti altrove, come in Australia o negli Stati Uniti.
Il suo film più celebre è Lezioni di piano (1993), che le ha permesso di diventare la prima donna a vincere la Palma d'oro al Festival di Cannes e l'Oscar alla migliore sceneggiatura originale. Nel 2021 ha prodotto, scritto e diretto l’acclamato film Netflix Il potere del cane, per il quale si è aggiudicata il Leone d'argento alla miglior regia alla Mostra internazionale d'arte cinematografica di Venezia, due Golden Globe, tre Critics Choice Awards e due Premi BAFTA, e ha ottenuto tre candidature agli Oscar, vincendo quello come miglior regista, diventando così la prima donna a essere nominata più di una volta per questo premio e la terza a vincerlo.

## Biografia
I suoi genitori, l'attrice teatrale Beverley Georgette "Edith" Hannah e il regista teatrale Richard Campion, avevano studiato al Old Vic di Londra prima di tornare in Nuova Zelanda e stabilirvi lì la loro compagnia teatrale. Da giovane, contempla anche lei l'idea di diventare attrice, per poi studiare antropologia strutturale all'università Victoria di Wellington. Dopo la laurea, viaggia prima a Venezia e poi a Londra nel tentativo di entrare in un'accademia di belle arti, venendo infine accettata in quella di Sydney, dove studia pittura ispirandosi al minimalismo e all'arte concettuale.
Durante il suo ultimo anno all'accademia, realizza un cortometraggio intitolato Tissues, dal forte umorismo nero, trovandosi però dopo il diploma impossibilitata a perseguire una carriera nel cinema per mancanza di esperienza. Accettata all'Australian Film, Television and Radio School, gira diversi corti coi finanziamenti annuali datigli dalla scuola senza vincoli creativi di sorta. Il suo primo, Peel, realizzato nel suo secondo anno, verrà poi presentato e premiato come miglior corto al Festival di Cannes 1986.
Dopo essersi laureata nel 1984, Campion inizia la sua gavetta nella Women's Film Unit, un programma del governo australiano nato per risolvere la disparità di genere nell'industria cinematografica, cominciando a lavorare sul set e realizzando delle pubblicità progresso.

### Carriera

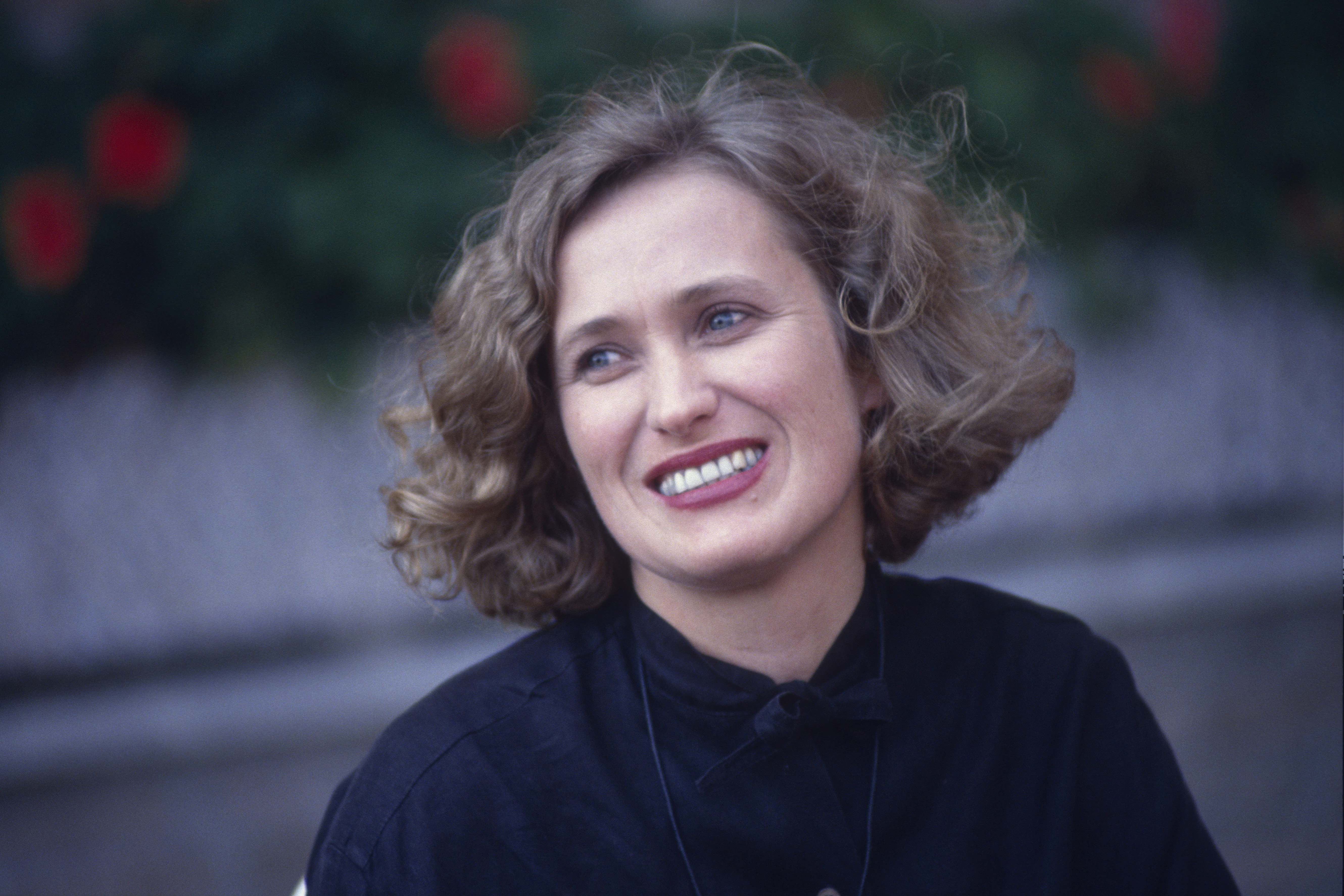
Jane Campion alla Mostra del cinema di Venezia nel 1990.

Dopo aver diretto il film per la televisione australiana Le due amiche, nel 1989 Campion torna nel suo Paese natale per esordire al cinema con Sweetie che, presentato in concorso a Cannes, suscita polemiche per i suoi contenuti espliciti ricevendo però perlopiù recensioni positive.
Nel 1990 si impone all'attenzione internazionale con Un angelo alla mia tavola, tratto dall'autobiografia di Janet Frame: presentato in concorso alla 47ª Mostra internazionale d'arte cinematografica di Venezia, suscita critiche entusiastiche e le fa vincere il Leone d'argento - Gran premio della giuria, spingendo molti a definirlo il vincitore morale dell'edizione. Del 1993 dirige Lezioni di piano, produzione australiana con finanziamenti francesi sul triangolo amoroso che si sviluppa nella Nuova Zelanda di fine ottocento tra una nobildonna muta, un guardiacaccia per metà maori ed il promesso sposo di lei (rispettivamente Holly Hunter, Harvey Keitel e Sam Neill). Il film si rivelerà quello della vera consacrazione per Campion, che diventa la prima donna nella storia a vincere il primo premio a Cannes, la Palma d'oro, che non ritirerà di persona essendo incinta di sette mesi e mezzo. La seconda Palma d'oro al femminile viene assegnata a Julia Ducournau nel 2021 per il suo film Titane. Diventa anche un notevole successo al botteghino, con un incasso mondiale pari a 140 milioni di dollari contro un budget di 7 milioni, comunque il più alto della carriera di Campion fino ad allora. Ai premi Oscar 1994 vince l'Oscar alla migliore sceneggiatura originale e viene candidata a quello per il miglior regista, vinto invece da Steven Spielberg.
Non riesce però a bissare il successo ottenuto col successivo dramma in costume Ritratto di signora (1996), interpretato da Nicole Kidman, John Malkovich e Barbara Hershey e tratto dall'omonimo romanzo di Henry James, né tornando in Australia con Holy Smoke - Fuoco sacro (1999), interpretato da Kate Winslet e Keitel, entrambi accolti tiepidamente da pubblico e critica.
Nel 2003 dirige il thriller psicologico In the Cut, che sceneggia assieme a Susanna Moore, scrittrice del romanzo da cui è tratto: il film, con protagonisti Meg Ryan, Mark Ruffalo e Jennifer Jason Leigh, frutta a Campion le prime recensioni completamente negative della sua carriera. Inoltre, pur incassando 23 milioni di dollari, più di quanto avessero fatto Ritratto di signora e Holy Smoke assieme, riceve da parte del pubblico apparso nei sondaggi di CinemaScore un raro punteggio di gradimento pari a F, il più basso possibile. In seguito a ciò, Campion si prenderà una pausa dal cinema durata quattro anni, durante la quale si occupa della figlia Alice.
Dopo aver diretto episodi nei film collettivi Chacun son cinéma e 8, firma infine un nuovo lungometraggio nel 2009 con Bright Star, sugli ultimi anni di vita del poeta John Keats (Ben Whishaw) e la sua relazione con Fanny Brawne (Abbie Cornish). Nel 2013 crea per la TV australiana la miniserie poliziesca con protagonista Elisabeth Moss Top of the Lake - Il mistero del lago, che dirige con Garth Davis. Ad essa fa seguire nel 2017 una seconda stagione dalla trama e ambientazione differente, China Girl, con Moss nuovamente protagonista. Nel 2014, presiede la giuria della 67ª edizione del Festival di Cannes.
Torna al cinema ad undici anni di distanza dal suo ultimo lungometraggio col western Il potere del cane (2021), che adatta dal romanzo di Thomas Savage e diventa il suo primo film con un protagonista maschile. Tornata in concorso alla Mostra del cinema di Venezia più di 22 anni dopo Holy Smoke, vi vince il premio per la miglior regia. Lo stesso premio vincerà, l'anno successivo, alla 94ª edizione degli Oscar.

### Vita privata
Campion è stata sposata dal 1992 al 2001 con Colin Englert, regista di seconda unità di Lezioni di piano, da cui ha avuto due figli: Jasper (nato nel 1993 e morto 12 giorni dopo) e Alice (nata nel 1994), che lavora a propria volta nel cinema, come attrice. Precedentemente era stata legata sentimentalmente a Gerald Lee, con cui ha sceneggiato Sweetie e la seconda stagione di Top of the Lake.

## Tematiche
Campion è nota per i suoi ritratti a tutto tondo di donne fuori dalla norma, spesso oppresse o in condizioni sfavorevoli, che le hanno guadagnato l'appellativo di regista femminista. Ciononostante, è stata anche oggetto di critiche da parte di una certa critica cinematografica femminista perché spesso nei suoi film la protagonista trova conforto in un amante autoritario. Pur non distanziandosi dal femminismo, Campion ha dichiarato, ad esempio nel 1993, che: «credo risulti abbastanza chiaro nella mia opera che il mio orientamento non è politico o non deriva dalla politica moderna».
I film di Campion, spesso ricchi di riferimenti colti alla letteratura, alla musica e al cinema, narrano vicende fortemente emotive eppure evitano i toni romantici e privilegiano l'ambito razionale e descrittivo.

## Filmografia

### Regista

#### Cortometraggi
- An Exercise in Discipline: Peel (1982)
- Passionless Moments (1983)
- Mishaps of Seduction and Conquest (1984)
- A Girl's Own Story (1984)
- After Hours (1985)
- The Lady Bug, episodio di Chacun son cinéma - A ciascuno il suo cinema (Chacun son cinéma ou Ce petit coup au cœur quand la lumière s'éteint et que le film commence) (2007)
- The Water Diary, episodio di 8 (2008)

#### Lungometraggi
- Sweetie (1989)
- Un angelo alla mia tavola (An Angel at My Table) (1990)
- Lezioni di piano (The Piano) (1993)
- Ritratto di signora (The Portrait of a Lady) (1996)
- Holy Smoke - Fuoco sacro (Holy Smoke!) (1999)
- In the Cut (2003)
- Bright Star (2009)
- Il potere del cane (The Power of the Dog) (2021)

#### Televisione
- Le due amiche (Two Friends) – film TV (1986)
- Top of the Lake - Il mistero del lago (Top of the Lake) – serie TV, 5 episodi (2013-2017)

### Sceneggiatrice

#### Cortometraggi
- An Exercise in Discipline: Peel (1982)
- Passionless Moments (1983)
- Mishaps of Seduction and Conquest (1984)
- A Girl's Own Story (1984)
- After Hours (1985)
- The Water Diary, episodio di 8 (2008)

#### Lungometraggi
- Sweetie (1989)
- Lezioni di piano (The Piano) (1993)
- Holy Smoke - Fuoco sacro (Holy Smoke!) (1999)
- In the Cut (2003)
- Bright Star (2009)
- Il potere del cane (The Power of the Dog) (2021)

#### Televisione
- Top of the Lake - Il mistero del lago (Top of the Lake) – serie TV, 12 episodi (2013-2017)

### Produttrice
- Soft Fruit, regia di Christina Andreef (1999) - produttrice esecutiva
- Top of the Lake - Il mistero del lago (Top of the Lake) – serie TV, 12 episodi (2013-2017) - produttrice esecutiva
- They, regia di Anahita Ghazvinizadeh (2017) - produttrice esecutiva
- Il potere del cane (The Power of the Dog) (2021)

## Riconoscimenti
- Premio Oscar
  - 1994 – Migliore sceneggiatura originale per Lezioni di piano
  - 1994 – Candidatura per la miglior regista per Lezioni di piano
  - 2022 – Candidatura per il miglior film per Il potere del cane
  - 2022 – Miglior regista per Il potere del cane
  - 2022 – Candidatura per la migliore sceneggiatura non originale per Il potere del cane
- Golden Globe
  - 1994 – Candidatura al miglior regista per Lezioni di piano
  - 1994 – Candidatura alla migliore sceneggiatura per Lezioni di piano
  - 2022 – Miglior regista per Il potere del cane
  - 2022 – Miglior film drammatico per Il potere del cane
  - 2022 – Candidatura alla migliore sceneggiatura per Il potere del cane
- Premi BAFTA
  - 1994 – Candidatura al miglior regista per Lezioni di piano
  - 1994 – Candidatura alla migliore sceneggiatura originale per Lezioni di piano
  - 2022 – Miglior regista per Il potere del cane
  - 2022 – Candidatura alla migliore sceneggiatura non originale per Il potere del cane
  - 2022 – Miglior film per Il potere del cane
- Critics' Choice Awards
  - 2022 – Miglior film per Il potere del cane
  - 2022 – Miglior regista per Il potere del cane
  - 2022 – Migliore sceneggiatura non originale per Il potere del cane
- Festival di Cannes
  - 1986 – Palma d'oro al miglior cortometraggio per Peel
  - 1989 – In concorso per la Palma d'oro per Sweetie
  - 1993 – Palma d'oro per Lezioni di piano
  - 2009 – In concorso per la Palma d'oro per Bright Star
- Mostra internazionale d'arte cinematografica di Venezia
  - 1990 – Leone d'argento - Gran premio della giuria per Un angelo alla mia tavola
  - 1990 – In concorso per il Leone d'oro per Un angelo alla mia tavola
  - 1996 – Premio Pasinetti per Ritratto di signora
  - 1999 – In concorso per il Leone d'oro per Holy Smoke – Fuoco sacro
  - 2021 – Leone d'argento - Premio speciale per la regia per Il potere del cane
  - 2021 – In concorso per il Leone d'oro per Il potere del cane
- Nastro d'argento
  - 1991 – Candidatura alla regista del miglior film straniero per Un angelo alla mia tavola
  - 1994 – Candidatura alla regista del miglior film straniero per Lezioni di piano